# Widukind z Corvey
Widukind z Corvey (asi 925 – 975) byl saský kronikář, historik a mnich benediktinského kláštera v Corvey. Ve svém rozsáhlém díle Res gestae saxonicae sive annalium libri tres (Tři knihy o činech Sasů) se zabývá především vládou významných německých panovníků Jindřicha I. Ptáčníka a císaře Oty I. Velikého.

## O životě Widukinda z Corvey

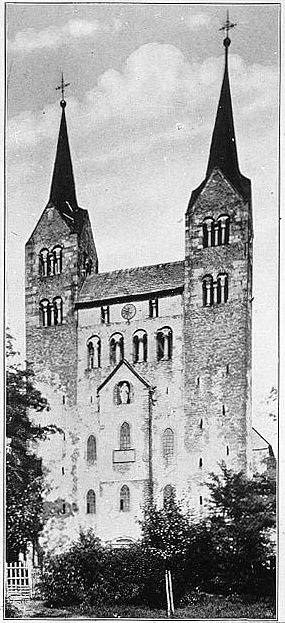
Corveyský klášter

Widukind z Corvey byl saský kronikář a historik 10. století, který byl pojmenován podle saského vévody a národního hrdiny Widukinda, jenž během zhruba třicetiletého trvání saských válek, probíhajících od roku 772 do roku 804, bojoval proti císaři Karlu Velikému, který se snažil podrobit si Sasy a připojit saské území k franské říši.
O životě Widukinda z Corvey se neví prakticky téměř nic. S jistotou víme pouze to, že se narodil roku 925 a zemřel někdy po roce 973 v Benediktínském klášteře v Corvey v Dolním Sasku. Do kláštera v Corvey vstoupil Widukind kolem roku 940. V roce 967 zde začíná sepisovat své rozsáhlé třísvazkové dílo Res gestae saxonicae sive annalium libri tres, neboli Tři knihy o činech Sasů.
Res gestae Saxonicae sive annalium libri tres je dílem skutečně významným, neboť podává obraz o dějinných událostech Německa v 10. století a vládě Jindřicha I. Ptáčníka a Oty I. Velikého.
Widukindova práce má nesmírnou hodnotu, neboť velice často bývá jediným dostupným zdrojem pro některé události oněch časů. V jeho práci nalezneme také zmínky o událostech v Čechách. Osoby, které ve svém díle kronikář zmiňuje, popisuje vesměs pravdivě a většinou i spolehlivě. To však platí pouze do té doby, dokud se tyto osoby pohybují ve Widukindově zorném poli. Cokoliv se nacházelo mimo Sasko, bylo pro Widukinda nepochopitelné.

## Obsah kroniky
Jeho Res gestae Saxonicae sive annalium libri tres, věnované Matyldě, abatyši z Quedlinburgu, dceři Oty I. Velikého, je rozdělena do tří knih. Je velice pravděpodobné, že velká část z onoho písemného materiálu byla nejspíše sepsaná ještě za života císaře Oty I. Velikého, někdy kolem roku 968.
Na rozdíl od jiných kronikářů, kteří s oblibou ukazují na spojitost s mocnou Římskou říší, nespojuje Widukind začátek své kroniky s dobami Římského císařství, ale započíná ji primitivními dějinami svého národa. Widukind píše jako Sas, hrdý a pyšný na svůj lid a na jeho historii.
S velkým nadšením vypravuje kmenové ságy, které pojednávají o saských pohanských předcích a jejich bitvách proti Frankům a o následné založení křesťanství. Dále líčí, jak se Sasové stávají křesťany, porážejí všechny ostatní národy včetně Franků a nakonec panují veškerému křesťanstvu. Widukind je ideologem německé východní expanze.

## Tři knihy o činech Sasů

### První svazek
Kronika začíná původem Sasů. V jeho verzi byla Amalaberga dcerou franckého krále Huga. Po Hugově smrti se stal králem jeho syn, kterého zplodil s konkubínou. Amalaberga přesvědčila svého manžela Irminfrida s pomocí válečníka Iringa, že ona je ve skutečnosti pravou dědičkou království. Vypukla válka a potom, co Frankové pod vedením Theodoricha I. vyhráli v bitvě u Runibergunu, se Durynčané stáhli do pevnosti Scithingi (dnes Burscheidungen).
Widukind se zde tedy zabývá válkou mezi Theodorichem I., králem austrijským a Durynky, v níž Sasové sehráli velmi důležitou roli. Naráží na konvertování Sasů ke křesťanství pod vlivem Karla Velikého. Takto se dostává k raným saským vévodům a k vládě Jindřicha Ptáčníka, jehož vládu rozebírá do detailů.

### Druhý svazek
Druhý svazek začíná volbou Oty Velikého za německého krále, dále pak pojednává o povstání proti jeho autoritě, neboť již od samého počátky vlády Oty I. proti němu povstalo hned několik místních vládců. Jedním z nich byl Eberhard Franský, který Otovi odmítal vzdát hold. Dalším Otovým odpůrcem pak byl Giselbert Lotrinský, který přísahal věrnost Ludvíku IV., a Jindřich I. Bavorský, Otův mladší bratr, jenž plánoval Otovu vraždu. Widukind se těmito spletitými události podrobně zabývá, vynechává však události v Itálii, kam Ota I. v roce 962 podnikl velice úspěšné tažení. Svazek se uzavírá smrtí Otovy ženy Edity v roce 946.

### Třetí svazek
Ve třetím svazku se kronikář zabývá převážně Otovou expanzí do Francie, jeho problémy se synem Liudolfem Švábským a Otovým zetěm Konrádem Rudým, vévodou lotrinským, kteří spolu proti Otovi uzavřeli dohodu. Widukind zachycuje rovněž některé války v Německu; ale pouze velice povrchně se zmiňuje o Otových návštěvách Itálie v letech 951 a 962, kde se nechává korunovat jako císař Svaté říše římské. Papeže například ze svého vyprávění naprosto vynechává.
Živě pak odkazuje na porážku Maďarů na řece Lechu v srpnu 955, a končí smrtí císaře Oty roku 973 a velebením jeho života.

## Widukindův způsob psaní
Widukind vytvořil svůj styl tvorby podle Sallustia, významného římského politika a historika. Ve Widukindových spisech se nacházejí mnohé citace z Vulgaty, latinského překladu Písma svatého. Můžeme v nich zaznamenat též stopy znalosti Vergilia, Ovidia a dalších jiných věhlasných římských básníků.
Některé užité větné stavby v Res gestae saxonicae sive annalium libri tres jsou nesouvislé a někdy ne zcela jasné. Widukind píše velice stroze a stručně, některé skutečnosti záměrně zcela vynechává, proto je místy těžké jeho práci porozumět a interpretovat ji. Navíc, používá poněmčenou latinu. Také se občas dopouští některých gramatických chyb a říká jen velice málo o událostech odehrávajících se mimo Německo. Ačkoliv velebí klášterní život, dává do popředí spíše světské záležitosti.

### Ukázka z třetího svazku

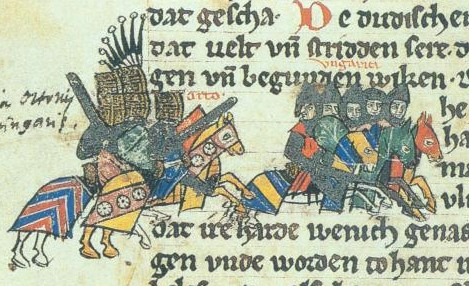
Bitva na Lechu

Takto Widukind z Corvey líčí bitvu na řece Lech:
| „ | Maďaři se objevují na hranicích říše na konci devátého století. Od té doby jsou neustálým zdrojem problémů německých králů. Arnulf s nimi vytvořil spojenectví proti Slovanům, vláda Ludvíka Dítěte a Konráda I. trpěla jejich útoky. Jindřich I. uspěl v bojích s Maďary a donutil je k příměří. Ota I. je pak porazil v bitvě na Lechu léta páně 955, o níž se zde vypráví. Po této bitvě se Maďaři usadili tam, kde sídlí doteď. 44. Zatímco byl Ota I. v Sasku, přišli k němu maďarští velvyslanci pod záminkou starého spojenectví a přátelství. Skutečným účelem však bylo zjistit výsledek občanské války, které se Ota I. účastnil. Poté, co je pohostil a poslal zpět s dary, obdržel zprávu od svého bratra, vévody Bavorského, kde stálo : "Hle, Maďaři vstupují do tvé země a chystají válku." Hned, jak král zprávu obdržel, neprodleně pochodoval proti nepříteli. Na pomoc si vzal jen několik Sasů, neboť zbytek byl v té době zaneprázdněn konfliktem se Slovany. Rozbil svůj tábor na území města Augsburg, kde se k němu přidalo Franské a Bavorské vojsko a vévoda Konrád s velkým počtem rytířů. Konrádův příjezd natolik podpořil bojovníky, že ti si přáli na nepřítele zaútočit okamžitě. Konrád byl od přírody velice odvážný, zároveň však velice moudrý v úsudku, dvě věci, které obě najednou obvykle jeden muž nemívá. V boji byl nepřekonatelný, ať už pěšky, či na koni a milý byl svým přátelům v míru, stejně jako ve válce. Skrze šarvátky v záloze bylo nyní zřejmé, že dvě armády nejsou příliš daleko od sebe. V táboře bylo vyhlášeno a všem přikázáno, býti připraveni na bitvu příštího dne ráno. S prvními záblesky svítání mezi sebou navzájem uzavřeli mír a slíbili si, že prvně podpoří své vůdce a pak sebe navzájem. Poté pochodovali z tábora se zvednutými standartami, celkem asi osm legií. Vojsko bylo vedeno po strmé a obtížné cestě, aby se vyhnulo šípům nepřátel, které používají s velkou účinností, pokud střílejí z keřů, kde se dá dobře ukrýt. První, druhá a třetí linie byly sestaveny z Bavorů vedených důstojníky vévody Jindřicha, který sám ležel nedaleko bitevního pole sužován nemocí, na kterou nedlouho poté zemřel. Čtvrtá legie byla sestavena z Franků pod velením vévody Konráda. Král vedl pátou linii. Té se říkalo královská legie. Byla složena z vybraných válečníků, statečných mladíků, kteří střežili standartu anděla, symbolu vítězství. Šestá a sedmá linie byla tvořena Švábskými pod velením vévody Burcharda , který si vzal dceru bratra Oty (Hedviku, dceru Jindřicha). Osmá byla vytvořena z tisíce vybraných válečníků z České země. Jejichž vybavení bylo lepší než jejich osud; zde byla zavazadla, neboť místo vzadu bylo považováno za nejbezpečnější. Ale nakonec tomu tak nebylo, neboť Maďaři přešli neočekávaně řeku Lech, obrátili křídlo armády a vyrazili na zadní linii, nejprve šípkami, poté zblízka. Mnoho jich bylo pobito či zajato, všechna zavazadla byla zabavena a linie se dala na útěk. Stejným způsobem napadli Maďaři sedmou a šestou linii. Pobili mnoho a zbytek obrátili na útěk. Když si král uvědomil, že je v přední řadě spor a že linie za ním jsou také napadeny, poslal vévodu Konráda se čtvrtou linií proti těm vzadu. Konrád osvobodil zajatce, získal zpět kořist a vyjel na nepřítele. Poté se vrátil ke králi, vítězný, neboť s mladými, ne příliš zkušenými bojovníky, obrátil na útěk vojsko zkušených renomovaných bojovníků. 46 .... Když král uviděl, že hlavní nápor veškerého útoku je nyní vepředu ... popadl svůj štít a kopí a vyjel proti nepříteli v čele svých stoupenců. Ti statečnější mezi bojovníky nepřítele nejprve ustáli nápor prvního útoku, když však spatřili, že jsou jejich společníci na útěku, byli politi hrůzou a následně pobiti. Někteří z nepřátel hledali útočiště v blízkých vesnicích. Jejich koně však byli opotřebováni. Tito byli obklíčeni a shořeli ve zdech. Jiní hledali záchranu v řece. Plavali, utopili se však u závalu u břehu, jak se snažili vylézt na druhé straně. Pevnosti byly dobyty a zajatci byli vydáni ještě v den bitvy; během dalších dvou dní byly v sousedních městech pochytány zbytky nepřítele a jen těžko nějaký unikl. Nikdy nebylo získáno tak krvavého vítězství nad tak krutým národem. | “ |

## Některé překlady, edice
- Rukopis Res gestae saxonicae sive annalium libri tres byl poprvé zveřejněn v Basileji v roce 1532 a dnes se nachází v Britské knihovně.
- Hirsch, Paul and H.-E. Lohmann (eds.), Die Sachsengeschichte des Widukind von Korvei. MGH Scriptores rerum Germanicarum in usum scholarum 60. Hanover, 1935
- Wood, Raymond F. (tr.). "The three books of the deeds of the Saxons, by Widukind of Corvey, translated with introduction, notes, and bibliography." Dissertation. University of California, Los Angeles, 1949.
- Widukind z Corvey: Dějiny Sasů (překlad Jakub Izdný a Kateřina Spurná, Argo 2016, 203 str.)

Widukindovi z Corvey je rovněž připisováno autorství životů Svatého Pavla a Svaté Tekly (kde vychází z apokryfní knihy Skutků Pavla a Tekly z 2. století).